# Muzej ratnog djetinstva
Das Muzej ratnog djetinstva (englisch War Childhood Museum; „Museum der Kriegskindheit“) ist ein 2017 in der bosnischen Hauptstadt Sarajevo eröffnetes Museum, das mittels Objekten und Videos über die Erfahrungen und Erlebnisse der im Bosnienkrieg aufgewachsenen Kinder berichtet. Die Museumssammlung umfasst alle greifbaren Erinnerungen der Kinder aus dem Krieg. Das sind alltägliche Sachen wie Buchstaben, Tagebücher, Fotos, Kleidungsstücke und Spielzeug. Unter den ausgestellten Gegenständen können die Besucher die dazu passenden Erinnerungen lesen oder sich Aussagen aus Interviews anhören.
Jasminko Halilović, der spätere Gründer des Museums, begann im Jahr 2010, Objekte von jungen Leuten aus dem Krieg zu sammeln. Selbst „Kriegskind“, Aktivist und Unternehmer, benutzte er eine Online-Plattform, auf der er kurze Geschichten junger Erwachsener sammelte. Er erstellte eine Kollektion von 1.000 Aussagen und verstand, dass viele dieser jungen Leute immer noch Gegenstände aus deren Kriegskindheit besitzen. Er begann also mit der Erstellung einer Museumskollektion, die aus 3.000 Gegenständen und 60 mündlichen Aussagen besteht. Die Objekte dienten im ersten Plan für ein Buch, das 2013 veröffentlicht wurde und ins Deutsche und Japanische übersetzt wurde. Dies diente dann als Basis für das spätere Museum der Kriegskindheit.
Ein Teil der Kollektion war 2016 im Historischen Museum von Bosnien und Herzegowina temporär ausgestellt. Spätere Ausstellungen folgten in Zenica und Visoko. Das Museum wurde am 28. Januar 2017 eröffnet.
Der bosnische Tennisspieler Damir Džumhur, der während des Bosnienkrieges geboren wurde, ist seit September 2016 der Botschafter des Museums.

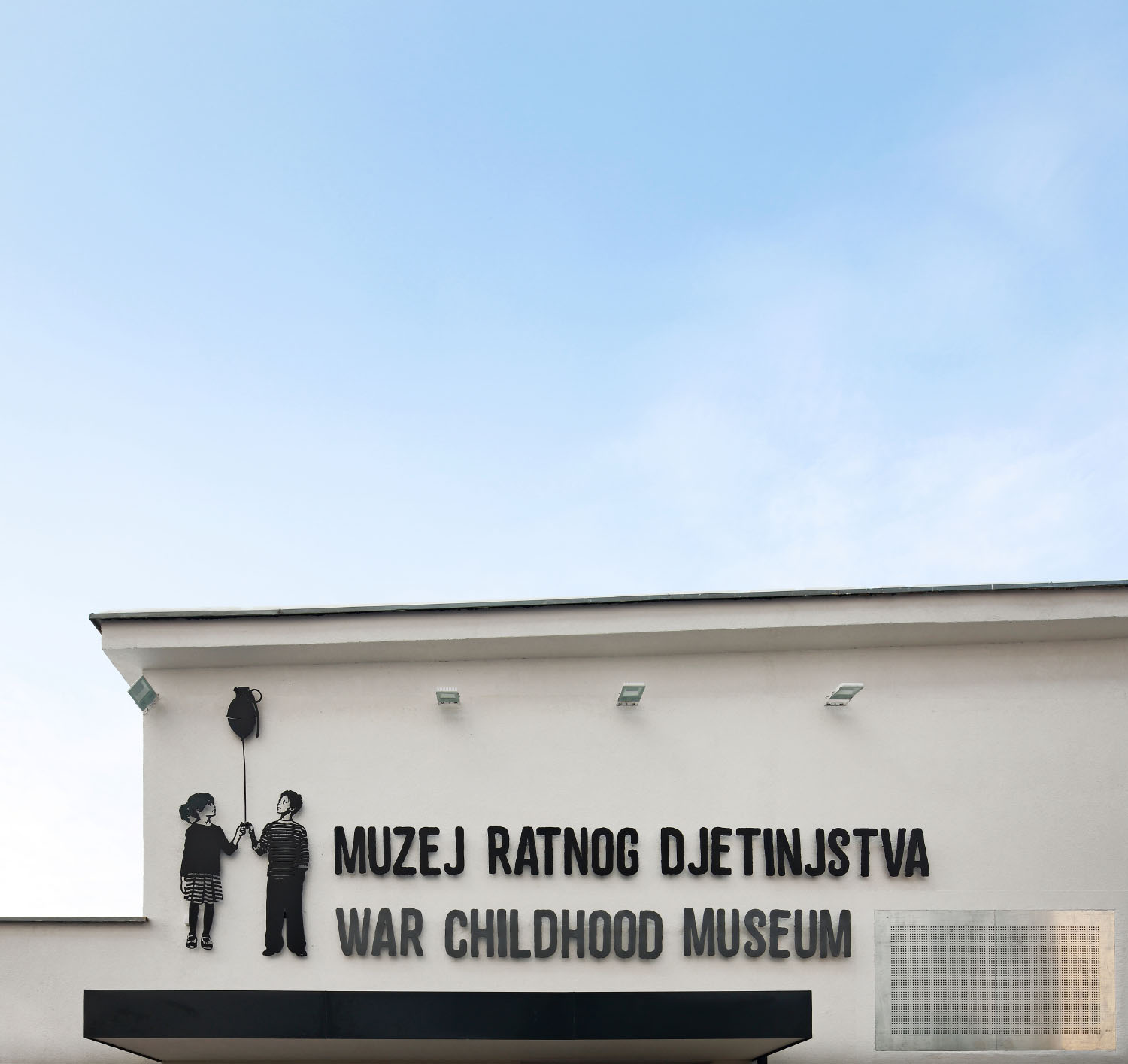
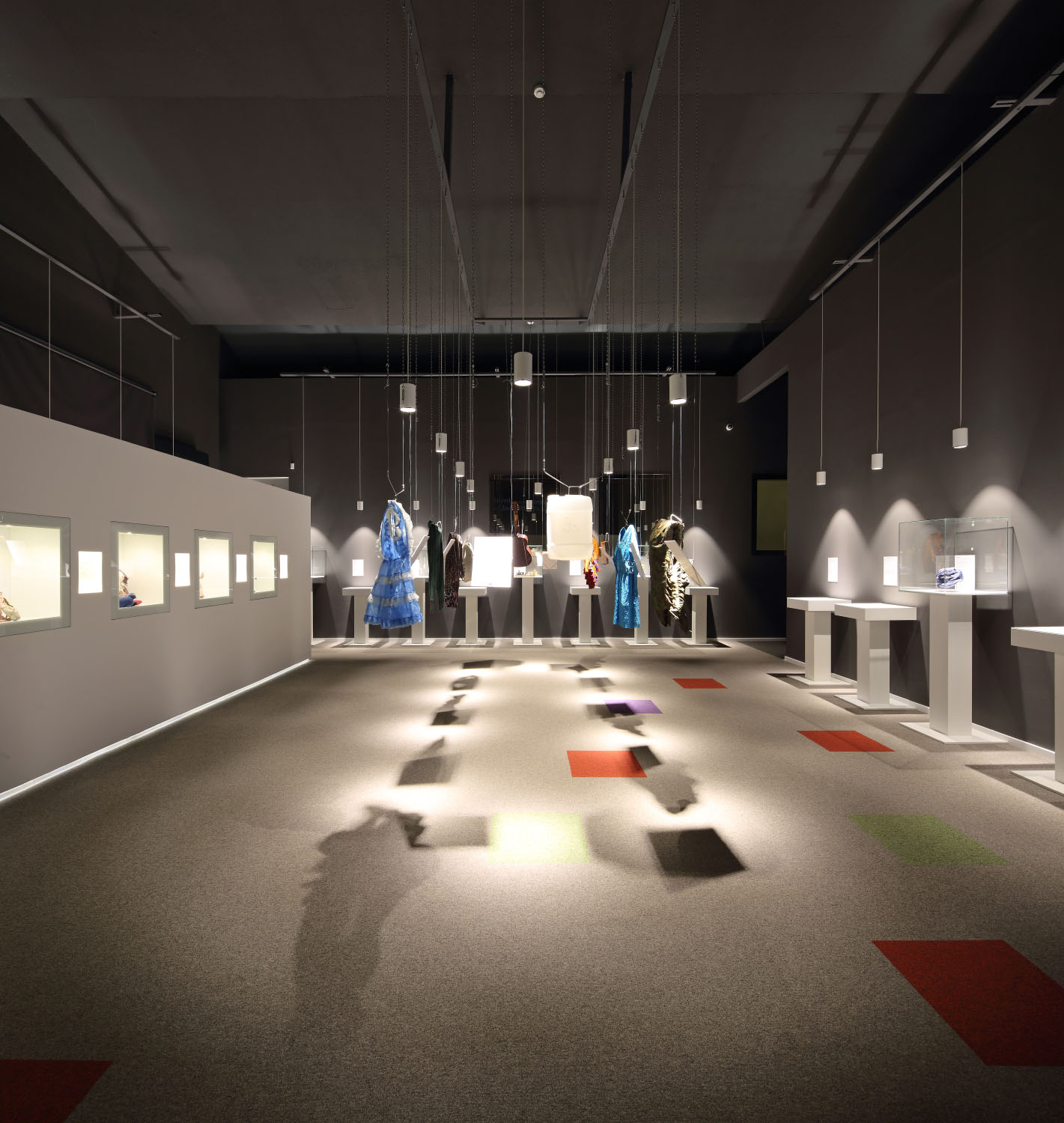
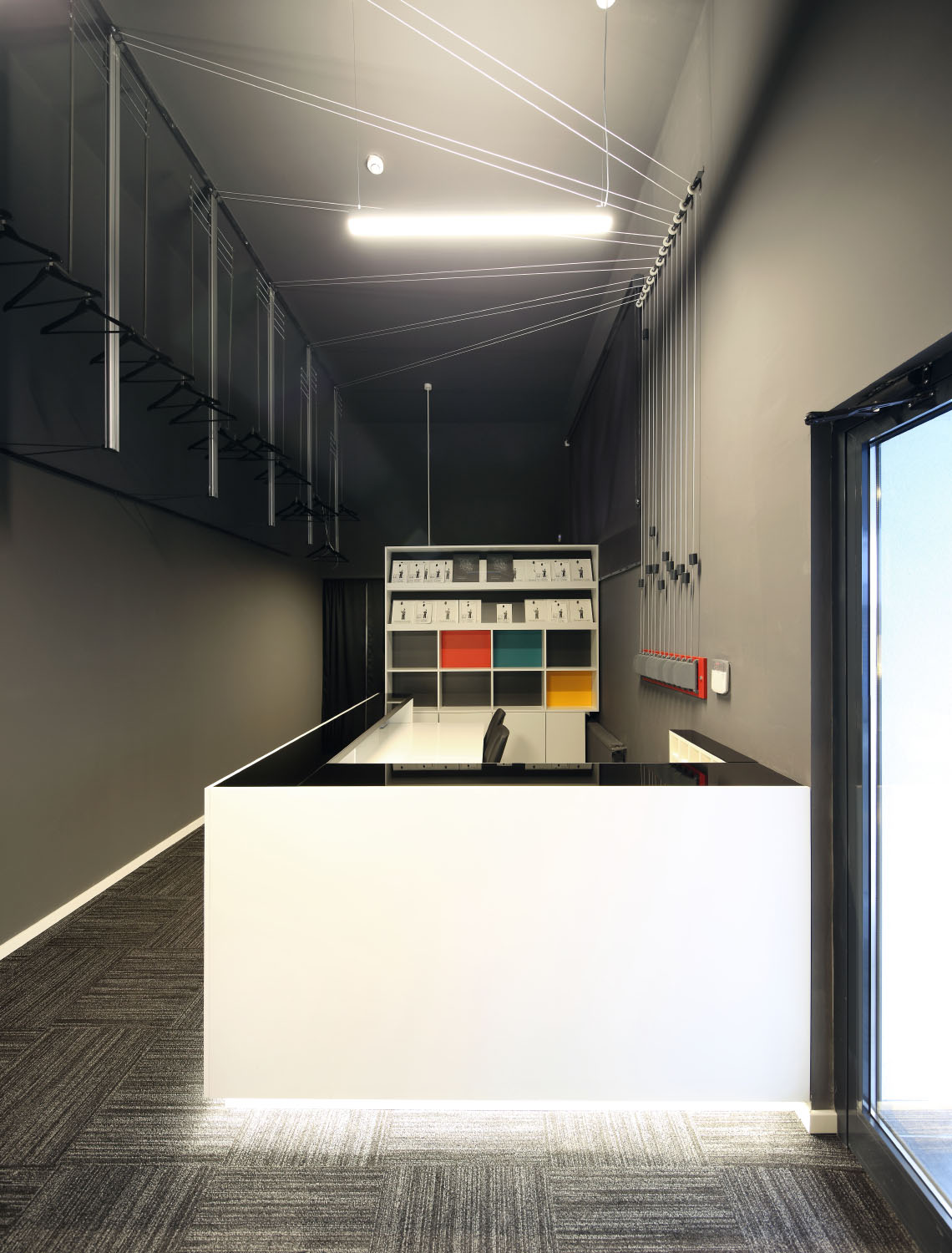